# O Apicultor
O Apicultor (em grego: Ο Μελισσοκόμος; romaniz.: O Melissokomos) é um filme ítalo-greco-francês, de 1986, do gênero drama, dirigido por Theodoros Angelopoulos, roteirizado por Tonino Guerra e Giorgos Arvanitis, musicado por Eleni Karanidrou e estrelado por Marcello Mastroianni.

## Sinopse
Spyros (Mastroianni) é um envelhecido professor do interior da Grécia, que passa a viajar sem rumo após o casamento da filha, em busca dos lugares de sua infância e juventude, e de melhores terras para a apicultura, tradição ancestral da família. Para isso, abandona o cargo e a esposa.
Nessa jornada depara-se com a modernização do país, o que o deixa aflito. Na estrada encontra uma jovem que busca o amor e que parece não cultivar suas raízes e não ter elos com o passado. Entre os dois estabelece-se uma relação complexa e fugidia, entre a antiga e a nova Grécia, na qual Spyros sente-se estrangeiro e deslocado.

## Elenco
- Marcello Mastroianni — Spyros
- Nadia Mourouzi — garota
- Serge Reggiani  — doente
- Jenny Roussea — Anna, esposa de Spyros
- Dinos Iliopoulos — amigo de Spyros
- Vasia Panagopoulou
- Iakovos Panotas
- Stamatis Gardelis
- Mihalis Giannatos
- Karyofyllia Karabeti
- Konstandinos Konstandopoulos
- Nikos Kouros
- Christoforos Nezer
- Stratos Pahis
- Dimitris Poulikakos